# HMS Invincible (1907)
El HMS Invincible fue un crucero de batalla de la Marina Real británica, primero de la clase Invincible y primer crucero de batalla construido en el mundo. Participó en la batalla de la Bahía Heligoland en un rol menor por ser el más viejo y lento de los cruceros de batalla británicos presentes en el combate. Disparó sobre el crucero ligero SMS Köln, aunque no consiguió hacerle blanco antes de que éste fuera hundido por el HMS Lion. Durante la batalla de las islas Malvinas el Invincible y su buque gemelo HMS Inflexible hundieron los cruceros acorazados SMS Scharnhorst y SMS Gneisenau en una refriega sin apenas bajas propias a pesar de los numerosos impactos conseguidos por los navíos germanos.
Fue el buque insignia del 3.er Escuadrón de Cruceros de Batalla durante la batalla de Jutlandia. El escuadrón se había separado de la Flota de Cruceros de batalla del almirante David Beatty unos días antes de la batalla para realizar prácticas de artillería con la Gran Flota y actuó como su gran fuerza exploradora durante el combate. El Invincible fue destruido por la explosión de su almacén durante la batalla después de que su torreta 'Q' fuera penetrada por una salva disparada desde el crucero SMS Lützow.

## Historial

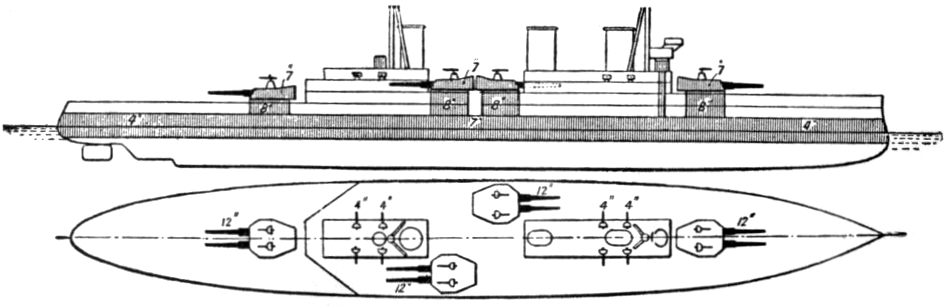
Diagrama del Invincible.

El HMS Invincible fue construido en 1906 por los astilleros Armstrong Whitworth, John Brown & Company, Fairfields en Inglaterra. Concebido bajo la dirección del Primer Lord del Almirantazgo, sir John Arbuthnot "Jackie" Fisher, el HMS Invincible fue concebido con el concepto de crucero de batalla, de rápido andar equipado con turbinas Parsons, armado con cañones de 305 mm y con un sistema eléctrico experimental de manejo de torres artilleras. Su principal defecto radicaría en la escasa protección horizontal. Una de sus características era su imponente arboladura de gruesos mástiles trípode.

### Primera Guerra Mundial

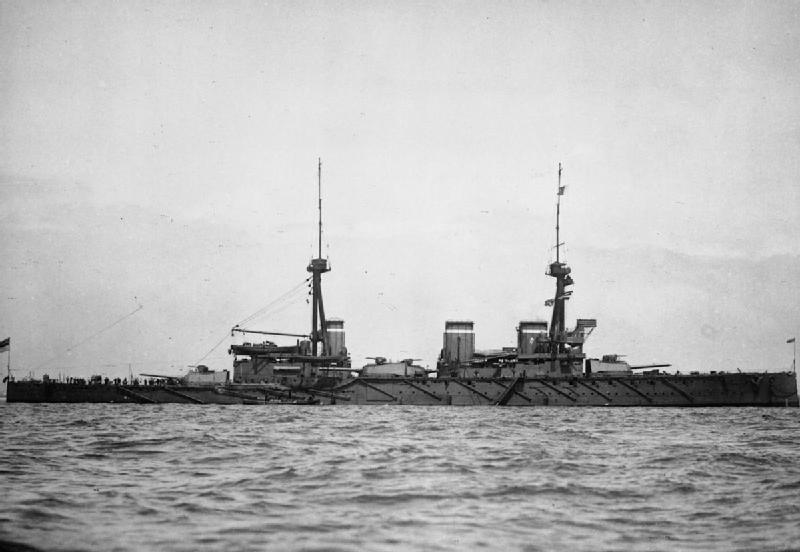
El Invincible en 1910.

El 6 de agosto de 1914 es sometido a modificaciones en el sistema de hidráulica de las torres y enviado al puerto de Queenstown para servicios de protección y 13 días después es asignado como buque insignia del 2.º Escuadrón de Cruceros de Batalla. El 28 de agosto de 1914, toma parte en la primera batalla de Heligoland.
El 11 de noviembre de 1914 estando en Davenport en reparaciones, el HMS Invincible es pertrechado en forma apresurada y enviado junto al HMS Inflexible al mando del vicealmirante Doveton Sturdee hacia las islas Malvinas al sur del Atlántico. La orden del almirantazgo era simple; ubicar y hundir a la flota del almirante Maximilian Graf von Spee que se suponía rodeaba el cabo de Hornos en dirección a estas lejanas posesiones inglesas. Sturdee iza una insignia en el HMS Invincible y zarpa llevándose incluso obreros a bordo. Llega a puerto Stanley el 7 de diciembre de 1914, y se une a los cruceros HMS Kent, HMS Carnavon HMS Glasgow y HMS Bristol. Como batería flotante estaba el acorazado pre-dreadnought HMS Canopus. El 9 de diciembre de 1914 da lugar a la batalla de las islas Malvinas en que el HMS Invincible junto al HMS Inflexible, en persecución de la flota de von Spee da alcance y hunde a los cruceros pesados SMS Scharnhorst y SMS Gneisenau.
El 16 de diciembre vuelve junto al HMS Inflexible a Inglaterra. En 1915 es sometido a modificaciones en Gibraltar y asignado al tercer escuadrón de cruceros de batalla.

#### Hundimiento

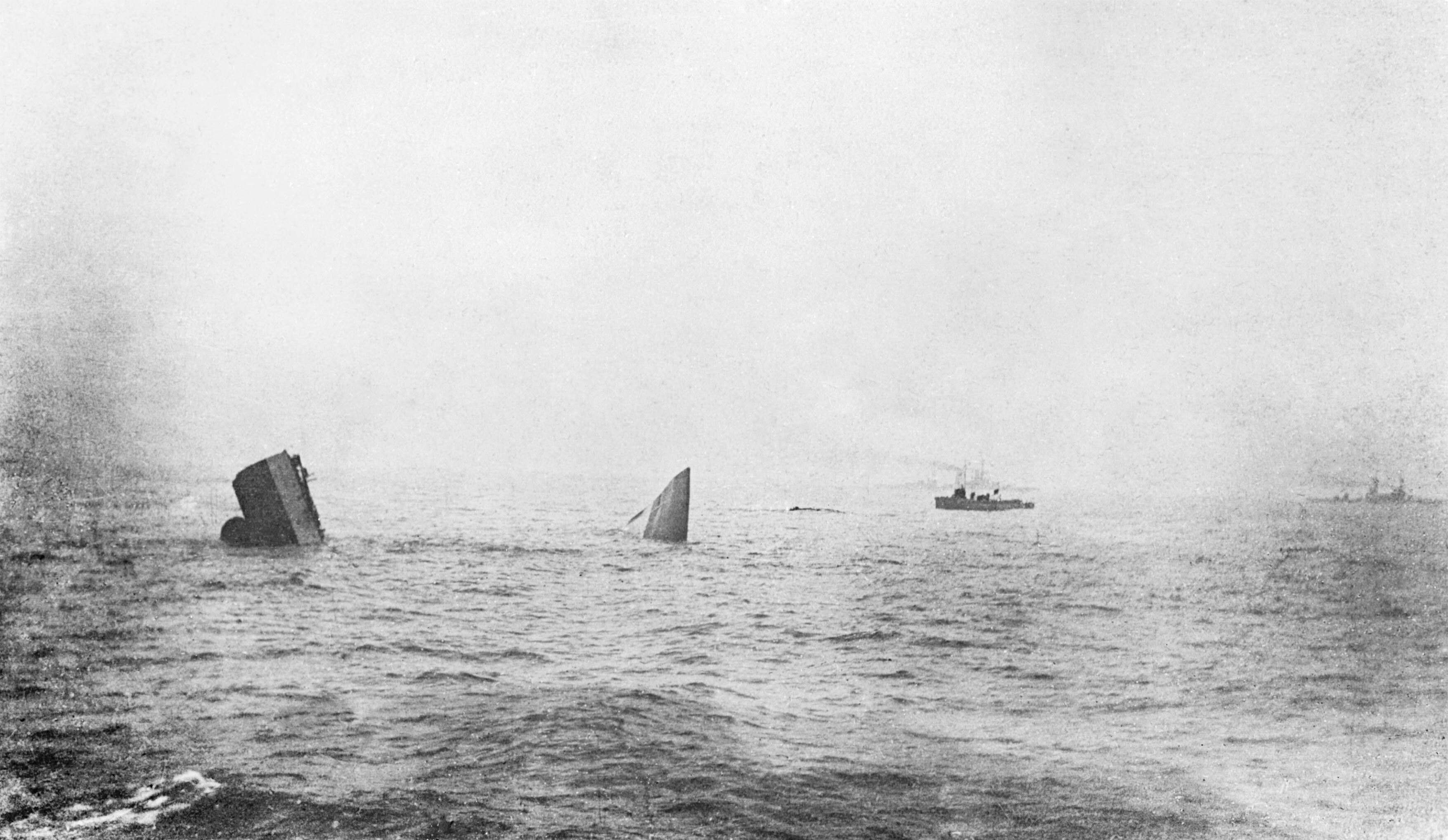
El Invincible partido en dos, en la batalla de Jutlandia

El 31 de mayo de 1916, tomó parte en la batalla de Jutlandia y fue alcanzado por una salva del SMS Lützow la cual penetra el delgado blindaje principal explosionando sus depósitos de cordita de la torre "Q" partiéndose en dos y perdiéndose 1014 hombres, salvándose sólo seis de 1021 hombres de mar. Antes de hundirse había dañado a buques alemanes, entre ellos el SMS Wiesbaden.